# Schachenauel
Schachenauel war eine Siedlung im heutigen Gebiet der Stadt Lohmar (Stadtteil Neuhonrath) im Rhein-Sieg-Kreis, Nordrhein-Westfalen.
Die Ortschaft hatte 1885 31 Häuser mit 120 Einwohnern. Im Katasteramt ist ein Luftbildplan im Maßstab 1:5.000 aus dem Jahr 1964 erhalten und digitalisiert. Schachenauel steht seit 1644 in den Heberegistern des Amtes Blankenberg und war im 19. Jahrhundert der zweitgrößte Siedlungsplatz in der Bürgermeisterei Wahlscheid.